# Juan Sala
Juan Sala, anche citato come Jean Sala o ancora Joan Sala Gabriel (Barcellona, 1869 – Parigi, 6 giugno 1918), è stato un pittore spagnolo.
Di origine catalana, seguì all'inizio i corsi di disegno e pittura della Scuola di Belle arti di Barcellona, poi partì per l'Italia. Nel 1890 si stabilì definitivamente a Parigi dove terminò il suo apprendistato studiando negli atelier di Pascal Dagnan-Bouveret e di Gustave Courtois.

Espose nei Salon della "Società nazionale di Belle arti" per ben 21 anni, dal 1893 al 1914, e ricevette una medaglia di bronzo all'Esposizione universale del 1900.

Morì a Parigi, a soli 49 anni.
Arista di indubbio talento, con un vivo senso del colore e dell'atmosfera, ebbe però un'ispirazione del tutto eclettica che disperse i suoi interessi in tante direzioni tematiche. Dipinse infatti scene di genere, piccoli affreschi della società parigina, quadri religiosi, ritratti, paesaggi e altri temi.

## Galleria d'immagini

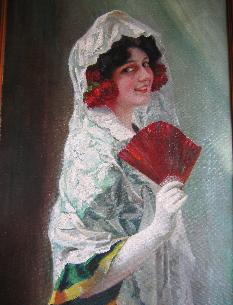
Ritratto di ragazza
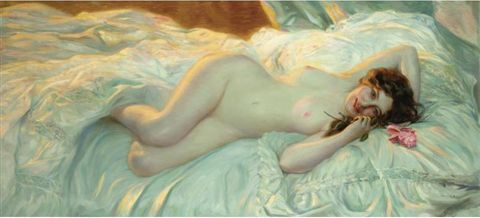
Nudo con una rosa
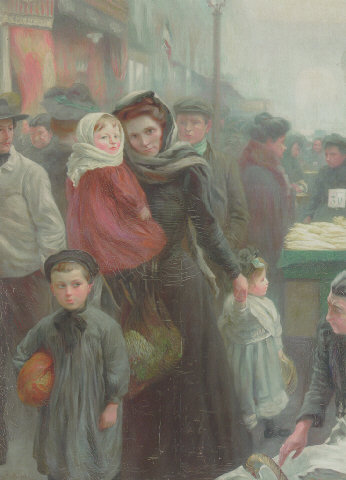
Madre con tre figli
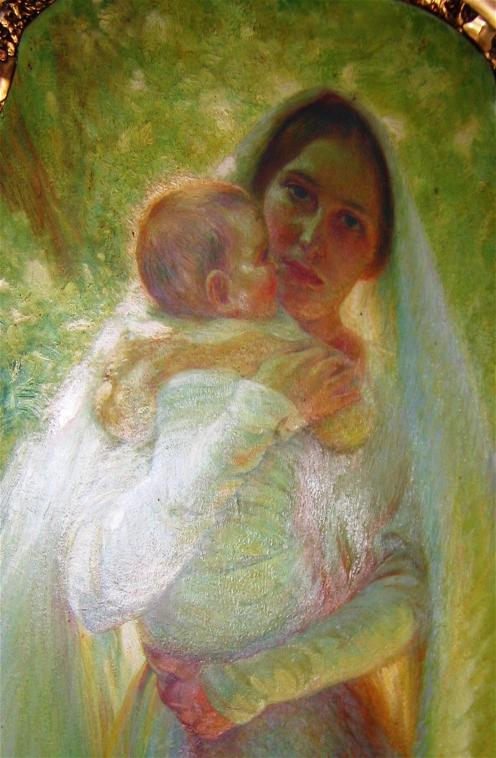
Mater amorosa
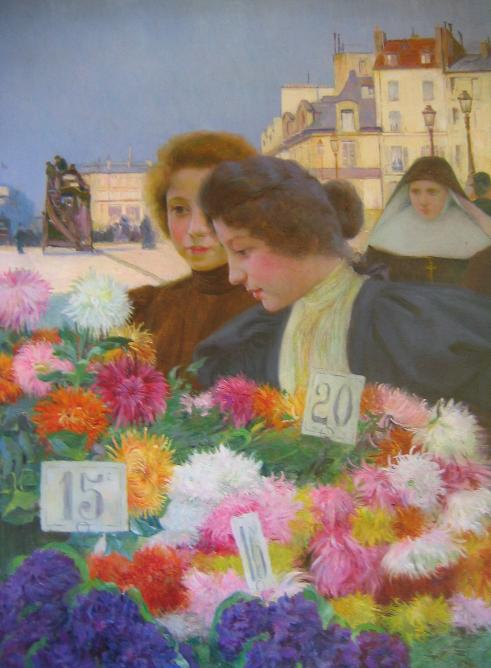
Fioraie
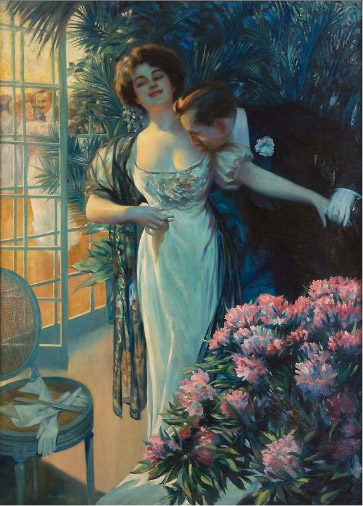
La dama e il cavaliere
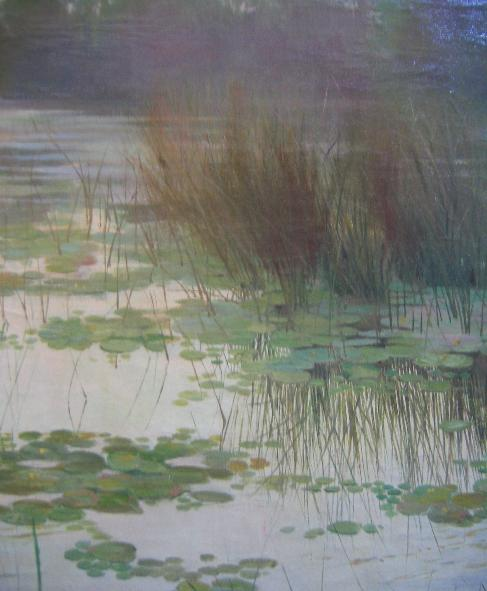
Acque